# Elizabeth Finch (1re comtesse de Winchilsea)
Elizabeth Finch, née Heneage, 1re comtesse de Winchilsea (9 juillet 1556 - 23 mars 1634) est une pair anglaise.

## Jeunesse
Elizabeth est née le 9 juillet 1556 . Elle est la fille et l'héritière de Thomas Heneage, qui est chancelier du duché de Lancastre et vice-chambellan de la maison dans les dernières années du règne d'Elisabeth Ire. Sa mère est Anne Poyntz, fille de Sir Nicholas Poyntz et Joan Berkeley .
Après la mort de sa mère en 1593, son père se remarie à Mary Browne, comtesse de Southampton le 2 mai 1594 .

## Vie privée
À seize ans, elle est mariée à Moyle Finch (c. 1550 –1614) le 14 novembre 1572. Moyle est le fils aîné survivant de Sir Thomas Finch et le frère d'Henry Finch . Ils ont six enfants :
- Theophilius Finch (1573-1619), plus tard 2e baronnet [4]
- Heneage Finch (né en 1576), décédé jeune [4]
- Thomas Finch (2e comte de Winchilsea) (1578-1639), plus tard 2e comte de Winchilsea [4]
- Sir Heneage Finch (1580-1631), plus tard président de la Chambre des communes [4]
- Hon. François Finch (b. c. 1585), un avocat [4]
- Lady Catherine Finch, qui épouse Sir John Wentworth, 1er baronnet de Gosfield ( c. 1583 –1631) [4]

Peu de temps après leur mariage, son mari devient un homme politique, siégeant au Parlement pour Weymouth entre 1576 et 1584, pour le Kent en 1593 et pour Winchelsea en 1601. Il est haut shérif du Kent en 1596 et 1605. Il est fait chevalier en 1584 et baronnet en 1611. Lorsque Sir Moyle meurt en 1614, Elizabeth et ses fils font des efforts considérables pour élever le statut de la famille et près de neuf ans plus tard, Jacques Ier la crée vicomtesse Maidstone, avec un reste à ses héritiers masculins. En 1628, elle est faite par Charles Ier comtesse de Winchilsea. À sa mort en 1634, ses titres passent à son fils aîné survivant, Sir Thomas (qui a déjà hérité du titre de baronnet de son frère aîné en 1619) .
Elizabeth et Sir Moyle sont représentés au repos dans un monument commémorant les membres de la famille Finch, sculpté par Nicolas Stone c. 1630. La pièce est créée après la mort de Sir Moyle du vivant d'Elizabeth et est maintenant exposée au Victoria and Albert Museum de Londres. Elle est à l'origine dans l'église de St Mary, Eastwell, Kent, qui est devenue une ruine dans les années 1950 et appartient maintenant aux Amis des églises sans amis.